# 1955 en bande dessinée
| Années de la bande dessinée : 1952 - 1953 - 1954 - 1955 - 1956 - 1957 - 1958    |
| Décennies de la bande dessinée : 1920 - 1930 - 1940 - 1950 - 1960 - 1970 - 1980 |

Cet article présente les faits marquants de l'année 1955 en bande dessinée.

## Évènements
- début de l'année : Aux États-Unis, apposition du sceau du Comics Code Authority sur les couvertures de la plupart des comics publiés à l'époque.
- Le 10 mars débute la publication du journal Line, sous-titré Le journal des chics filles par Le Lombard en Belgique et Dargaud en France[1].
- avril : Publication chez EC Comics de Master Race de Bernie Krigstein et d'Al Feldstein, première évocation de la Shoah dans la bande dessinée américaine.
- septembre : Premier numéro du petit format Kiwi publiée par les Éditions Lug.
- Création du personnage Ric Hochet par Tibet (dessin) et A.-P. Duchâteau (scénario).

## Nouveaux albums
Voir aussi : Albums de bande dessinée sortis en 1955

### Franco-belge
| Sortie | Titre                                                                         | Scénariste      | Dessinateur     | Coloriste | Éditeur    |
| ------ | ----------------------------------------------------------------------------- | --------------- | --------------- | --------- | ---------- |
|        | Johan et Pirlouit T.3 Le Lutin des bois aux roches                            | Peyo            | Peyo            |           | Dupuis     |
|        | Blake et Mortimer T.4 : Le Mystère de la grande pyramide - La chambre d'Horus | Edgar P. Jacobs | Edgar P. Jacobs |           | Le Lombard |
|        | Les Aventures de Tintin - Les Cigares du pharaon en version redessinée        | Hergé           | Hergé           |           | Casterman  |

### Comics
| Sortie | Titre       | Scénariste | Dessinateur | Coloriste | Éditeur |
| ------ | ----------- | ---------- | ----------- | --------- | ------- |
| ?      | à compléter |            |             |           |         |
| ?      | …           |            |             |           |         |

### Mangas
| Sortie | Titre       | Scénariste | Dessinateur | Coloriste | Éditeur |
| ------ | ----------- | ---------- | ----------- | --------- | ------- |
| ?      | à compléter |            |             |           |         |
| ?      | …           |            |             |           |         |

## Naissances
- 8 janvier : Ken Steacy
- 15 février : Françoise Mouly
- 27 février : Jean-François Biard
- 14 mars : Stephen Bissette
- 25 mars : Jean-Luc Hiettre
- 5 avril : Akira Toriyama
- 25 avril : Yves Swolfs, scénariste et dessinateur belge (Durango, Dampierre, Le Prince de la nuit, Black Hills 1890, Vlad)
- 28 avril : Michel Crespin
- 2 mai : Alain Dodier et Jerry Scott, auteur de comic strips
- 3 juin : Roger Widenlocher
- 15 juin : Brent Anderson, dessinateur de comics
- 27 juin : Jean-Charles Kraehn, dessinateur et scénariste français (Les Aigles décapitées, Bout d'homme, Gil St André, Le Triangle Secret I.N.R.I, Tramp)
- 14 juillet : Patrick Claeys
- 29 juillet : Dave Stevens
- 2 août : Jano
- 3 août : Charlie Schlingo, dessinateur et scénariste français (Gaspation, Havanies primesautières, Josette de Rechange)
- 10 août : Eddie Campbell, auteur écossais de comics (From Hell)
- 2 septembre : Jean Barbaud
- 28 novembre : François Boucq, dessinateur et scénariste français (Cornet d'humour, Les pionniers de l'aventure humaine, La vie, la mort et tout le bazar, Point de fuite pour les braves)
- 12 décembre : Jacques Ferrandez
- 18 décembre : André Geerts
- Naissances de Louis Alloing, Élie Klimos

## Décès
23 septembre : Katharine P. Rice, autrice de comic strips.